# Rosenholm Skov
Rosenholm Skov är en skog i Danmark.   Den ligger norr om Hornslet i Syddjurs kommun, Region Mittjylland, i den centrala delen av landet, 160 km nordväst om Köpenhamn.